# Rinkenkopf
Der Rinkenkopf ist ein 757,5 m ü. NHN hoher Berg auf dem Gebiet der Gemeinde Baiersbronn im Nordschwarzwald. Der bewaldete Bergrücken wird im Süden vom Murgtal und im Nordosten vom Tonbachtal begrenzt. Nach Nordwesten trennt ihn ein rund 50 m tiefer liegender Sattel (die Sattelei) von den Ausläufern des Grindenschwarzwalds.
Auf dem Berg befinden sich die Rinkenmauer, der Rinkenturm und zwei Sendetürme. Mehrere Wanderwege führen dorthin, darunter die Murgleiter und der Genießerpfad zur Satteleihütte.

## Rinkenmauer
Auf der Bergspitze befinden sich Reste eines 115 m langen und bis zu 40 m breiten Ringwalls. Entstehungszeit und Zweck des Baus sind unbekannt. Im Schenkungsbuch des Klosters Reichenbach wird um 1100 erstmals „in monte qui Rincga vocatur“ erwähnt. Vermutlich war die ringförmige Anlage zu dieser Zeit bereits vorhanden und gab dem Berg seinen Namen.

## Rinkenturm (König-Wilhelms-Turm)

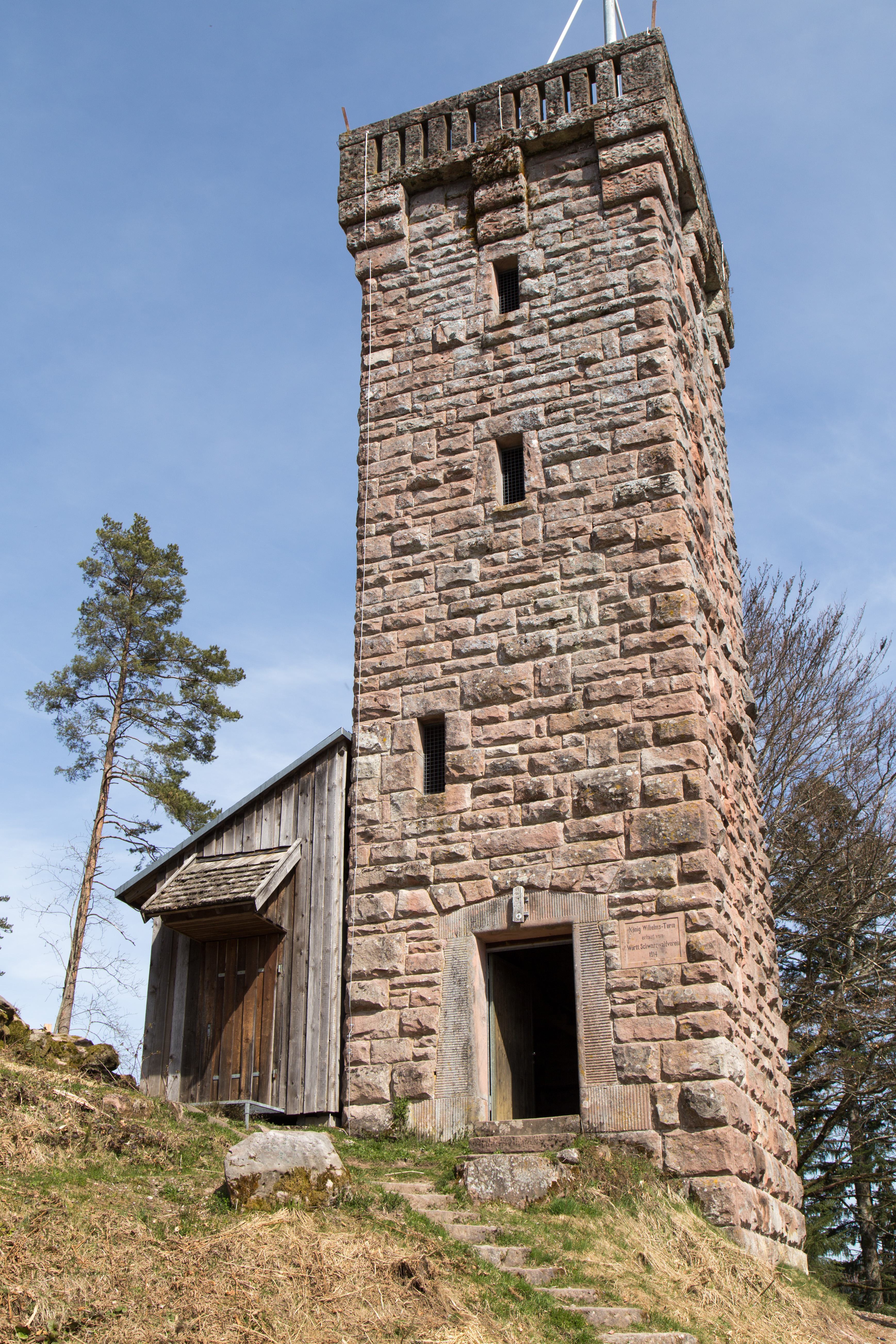
Rinkenturm

Der Württembergische Schwarzwaldverein errichtete 1914 einen 16 m hohen Aussichtsturm am südöstlichen Ende des Bergrückens. Ursprünglich nach dem württembergischen König Wilhelm II. benannt ist er heute als Rinkenturm bekannt. Seit Anfang der 1980er Jahre ist der Turm im Besitz der Gemeinde Baiersbronn. Zeitweilig wurde er auch als Sendeturm genutzt.